# Église Saint-Quentin de Saint-Quentin-lès-Beaurepaire
L'église Saint-Quentin est une église située à Saint-Quentin-lès-Beaurepaire, en France.

## Localisation
L'église est située dans le département français de Maine-et-Loire, sur la commune de Saint-Quentin-lès-Beaurepaire.

## Description

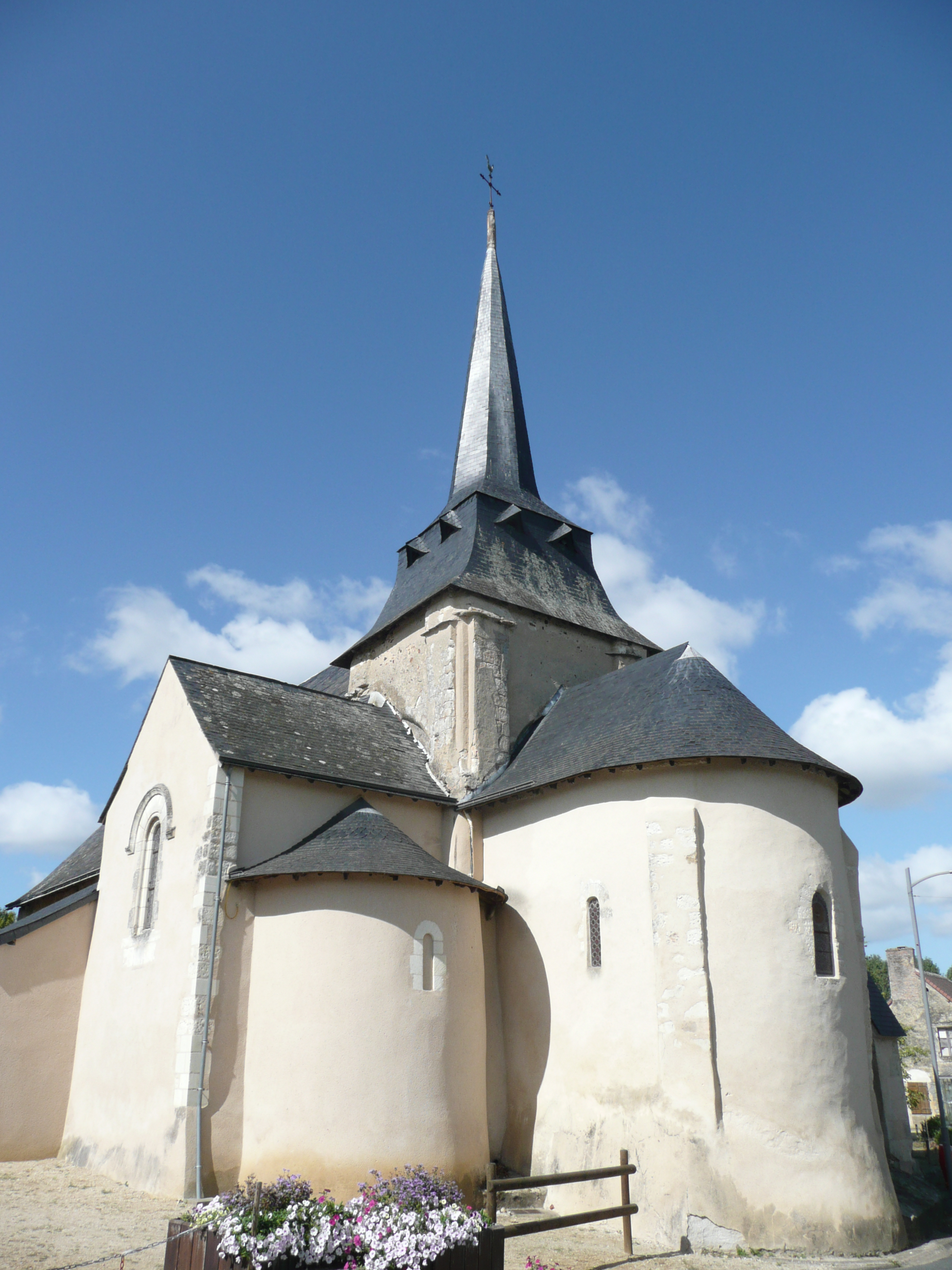
Chevet.
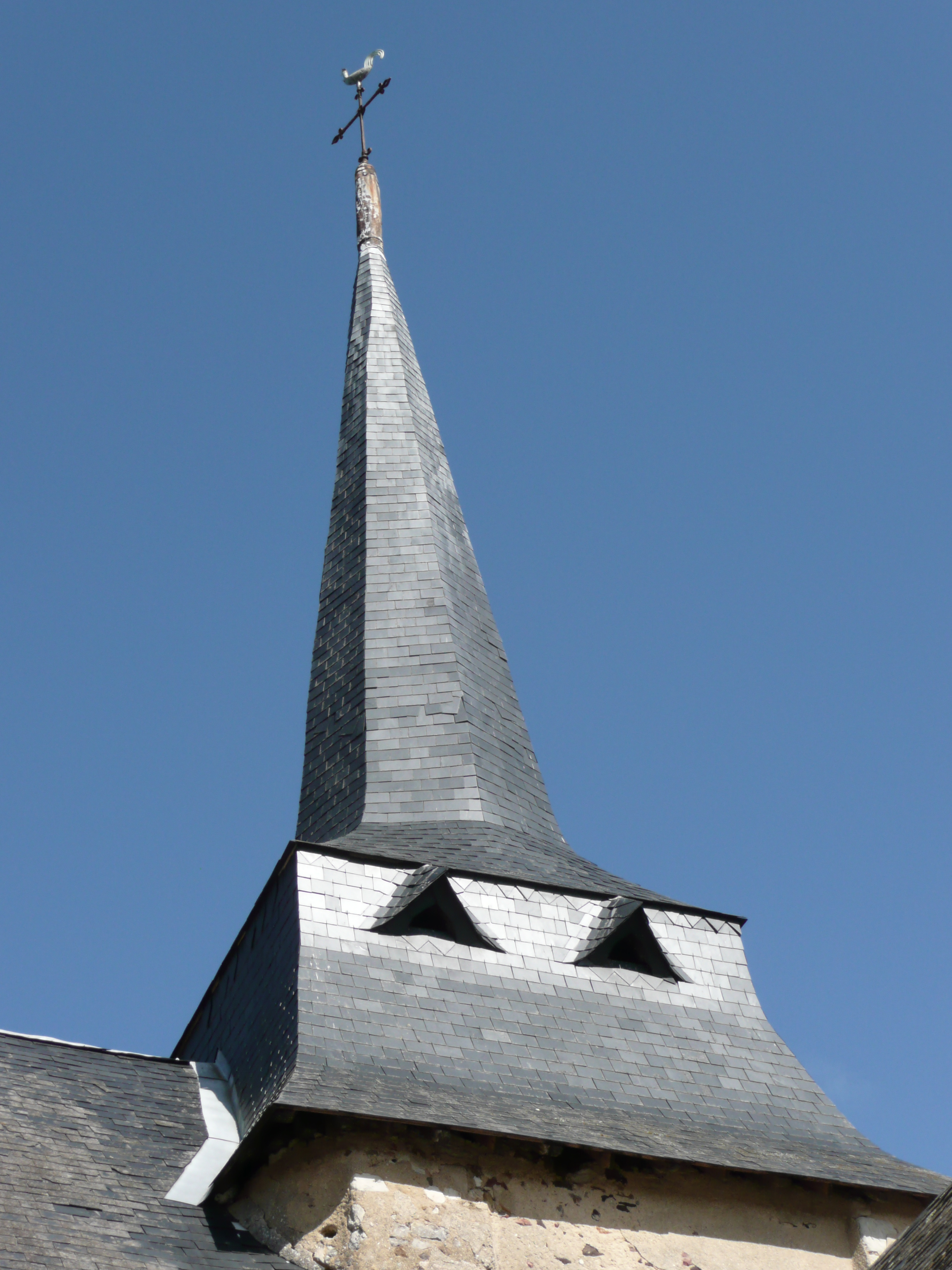
Clocher.
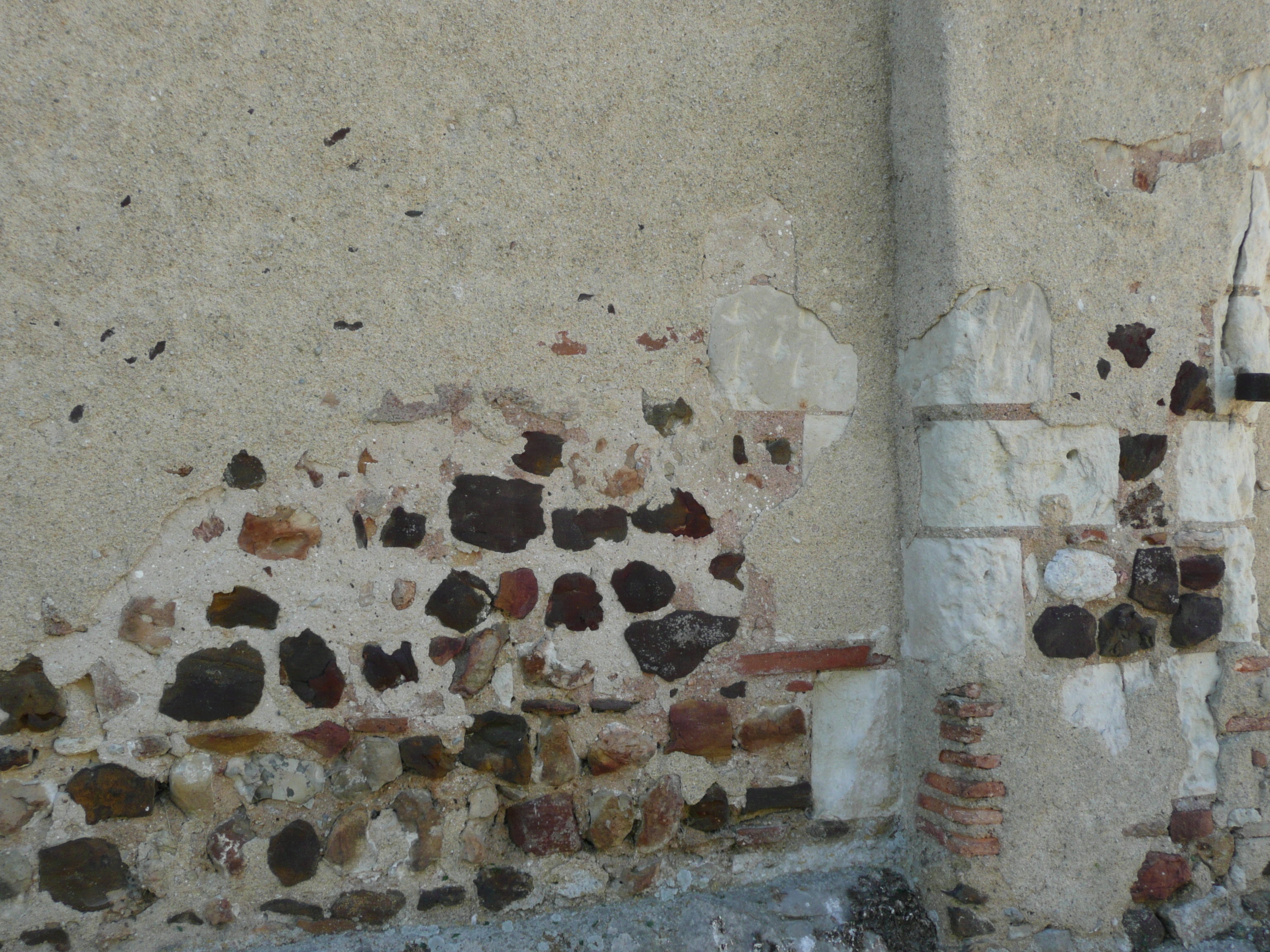
Parement.

## Historique
L'édifice est inscrit au titre des monuments historiques en 1984.